# Allodia eruliense
Allodia eruliense är en tvåvingeart som först beskrevs av Lane 1956.  Allodia eruliense ingår i släktet Allodia och familjen svampmyggor. Inga underarter finns listade i Catalogue of Life.